# Silence (álbum de Sonata Arctica)
Silence é o segundo álbum da banda de power metal finlandesa Sonata Arctica. Foi lançado em 2001. É o primeiro álbum com o baixista Marko Paasikoski e o único de estúdio com o tecladista Mikko Härkin. Timo Kotipelto, vocalista da banda conterrânea Stratovarius, participa da faixa "False News Travel Fast" com backing vocais e cantando o último verso.

## Conceito e temas
A capa do álbum, com uma paisagem dividida em noite, verão e inverno, foi concebida para exibir natureza. Contudo, o vocalista Tony Kakko explicou que a imagem não traz muito simbolismo, exceto pelas pegadas que saem da fogueira. Ele explicou:
| “ | Aquilo é como se representasse um pedaço da sua vida que realmente te faz ir por um caminho ou outro. Ambos os caminhos podem ser o bom caminho, não o mau caminho necessariamente. O álbum é uma dessas coisas que são meio diferentes, um álbum mais difícil... faz isso ir por um caminho ou outro. | ” |

O título do álbum era para ser algo comprido, mas a namorada de Tony na época sugeriu "silence" e ele refletiu sobre a importância do silêncio para ele:
| “ | [silêncio] é uma força criadora porque quando você fica na estrada por meio ano ou algo assim eu não consigo fazer música nova então preciso de algo como um mês ou dois para fazer minha cabeça voltar a funcionar. Então este é o meu "silêncio", parece. | ” |

A segunda faixa, "Weballergy", é considerada por Kakko como uma sequência para "Blank File", do Ecliptica, pois ambas abordam privacidade na internet.
"The End of This Chapter" inicia a chamada saga Caleb, uma série de faixas que é continuada em Reckoning Night ("Don't Say a Word"), Unia ("Caleb"), The Days of Grays ("Juliet"); The Ninth Hour ("Till Death's Done Us Apart") e Talviyö ("The Last of the Lambs").
| Críticas profissionais                                                      | Críticas profissionais |
| Avaliações da crítica                                                       | Avaliações da crítica  |
| Fonte                                                                       | Avaliação              |
| --------------------------------------------------------------------------- | ---------------------- |
| Allmusic                                                                    | [ 4 ]                  |
| Chronicles of Chaos                                                         | [ 5 ]                  |
| Esta tabela precisa de ser acompanhada por texto em prosa. Consulte o guia. |                        |

## Faixas
Todas as músicas compostas por Tony Kakko.
| N.º | Título                                                                                   | Duração |  |
| 1.  | "...Of Silence"                                                                          | 1:17    |  |
| 2.  | "Weballergy"                                                                             | 3:51    |  |
| 3.  | "False News Travel Fast"                                                                 | 5:18    |  |
| 4.  | "The End of This Chapter"                                                                | 7:01    |  |
| 5.  | "Black Sheep"                                                                            | 3:42    |  |
| 6.  | "Land of the Free"                                                                       | 4:24    |  |
| 7.  | "Last Drop Falls"                                                                        | 5:13    |  |
| 8.  | "San Sebastian (Revisited)"                                                              | 4:37    |  |
| 9.  | "Sing in Silence"                                                                        | 3:51    |  |
| 10. | "Revontulet (Instrumental)"                                                              | 1:32    |  |
| 11. | "Tallulah"                                                                               | 5:20    |  |
| 12. | "Wolf & Raven"                                                                           | 4:17    |  |
| 13. | "Respect the Wilderness (Faixa bônus japonesa também presente no re-lançamento de 2008)" | 3:51    |  |
| 14. | "The Power of One"                                                                       | 11:33   |  |

| Faixas no re-lançamento de 2008 |                              |         |  |
| N.º                             | Título                       | Duração |  |
| 15.                             | "Peacemaker"                 | 3:31    |  |
| 16.                             | "Wolf & Raven (Versão 2008)" | 4:25    |  |
| Duração total:                  | Duração total:               | 60:22   |  |

## Músicos

### Sonata Arctica
- Tony Kakko – vocais, teclados adicionais
- Jani Liimatainen – guitarras
- Marko Paasikoski – baixo
- Mikko Härkin - teclados
- Tommy Portimo – bateria

### Músicos convidados
- Timo Kotipelto – backing vocais e último verso (na faixa 3)
- Nik Van-Eckmann – voz masculina (nas faixas 1, 4, 7 e 14)
- Renay Gonzalez – voz feminina (na faixa 4)